# (21204) 1994 PH26
A (21204) 1994 PH26 a Naprendszer kisbolygóövében található aszteroida. Eric Walter Elst fedezte fel 1994. augusztus 12-én.